# Lomaria fialhoi
Lomaria fialhoi là một loài dương xỉ trong họ Blechnaceae. Loài này được Fée & Glaz. mô tả khoa học đầu tiên năm 1869.
Danh pháp khoa học của loài này chưa được làm sáng tỏ. 